# Hylarana margariana
Espèce
Synonymes
- Rana margariana (Anderson, 1879)

Statut de conservation UICN

 DD  : Données insuffisantes
"Hylarana" margariana est une espèce d'amphibiens de la famille des Ranidae dont la position taxonomique est incertaine (incertae sedis).
Depuis la révision du genre Hylarana par Oliver, Prendini, Kraus et Raxworthy en 2015, cette espèce a été exclue de ce genre sans qu'il soit possible de la placée dans un autre de manière certaine. Elle est rapprochée de Hydrophylax ou Indosylvirana.

## Répartition
Cette espèce est endémique de l'État Kachin en Birmanie. Elle n'est connue que par deux spécimens prélevés le long de la frontière avec le Yunnan en Chine,.

## Étymologie
Cette espèce est nommée en l'honneur d'Augustus Raymond Margary.

## Publication originale
- John Anderson, Anatomical and Zoological Researches: Comprising an Account of the Zoological Results of the Two Expeditions to Western Yunnan in 1868 and 1875; and a Monograph of the Two Cetacean Genera Platanista and Orcella, Londres, Bernard Quaritch, vol. 1 (texte intégral) et vol. 2 (texte intégral), 1878-1879.